# خضيمة
الخَضِيمَة أو إستربطوقربوس (الاسم العلمي: Streptocarpus) (ويعني الثمرة الملتوية) هو جنس استوائي في الفصيلة الغزنرية من النباتات المزهرة. موطن الجنس البيئات الحيوية لجبال إفريقيا، من وسط وشرق وجنوب إفريقيا بما في ذلك مدغشقر وجزر القمر. الأزهار خماسية البتلات شبه سحلبية في المظهر وتحوم أو تقوس فوق النبات في حين أن الثمرة المدببة المستطيلة لها شكل حلزوني مشابه لناب حريش البحر. يمكن العثور على الأنواع التي تنمو على سفوح التلال أو المنحدرات الصخرية المظللة أو على الأرض أو في شقوق الصخور وفي أي مكان تقريبًا يمكن أن تنبت البذور وتنمو. أما في المنزل فيوجد الآن العديد من الأنواع الهجينة من مختلف الألوان والأشكال المتاحة.

## وصف
سوقها مقرة. أوراقها فريشة قرصية الانتشاب معنقة كبيرة النصل المتمعج اللامتساوي الانقسام الجميل الخضار الفستقي المواج. شماريخها الزهرية عديدة وكل شمراخ يحمل من زهرة إلى زهرتين. أزهارها جميلة بوقية خماسية البتلات عديدة الألوان فيها الأصفر والأبيض والبرتقالي الأرجواني. ثمارها لولبية الشكل. زراعتها لا تستوجب عناية خاصة لكنها تخشى البرد.

## معرض الصور

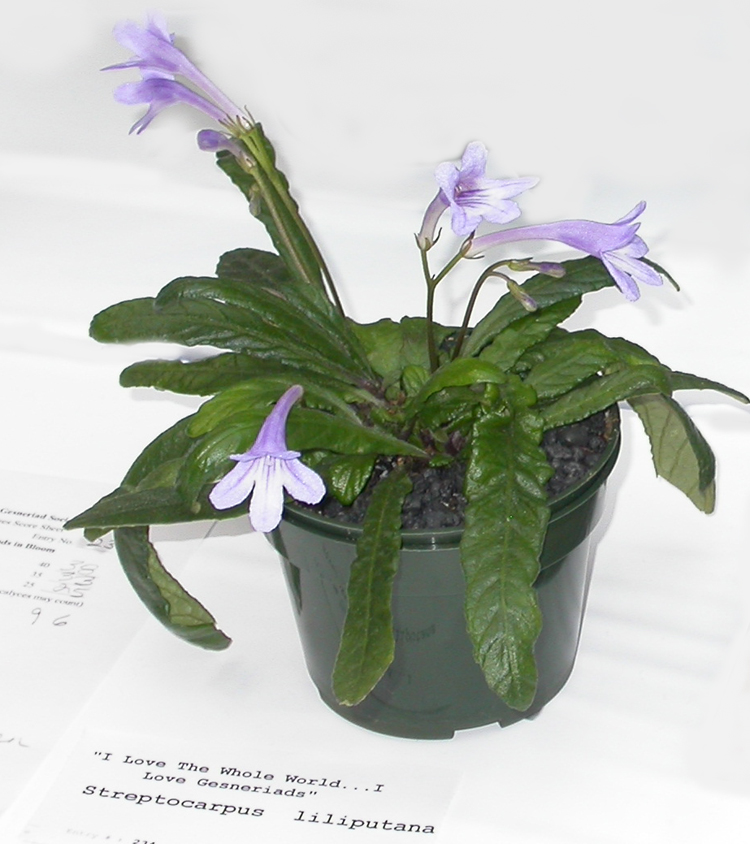
Streptocarpus liliputana ، نبات كامل، معروض
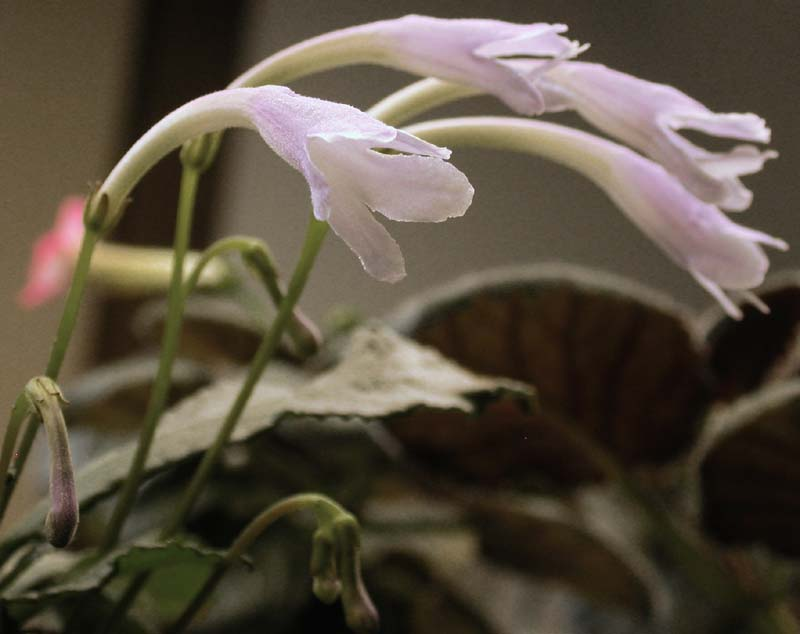
Streptocarpus liliputana الزهور عن قرب
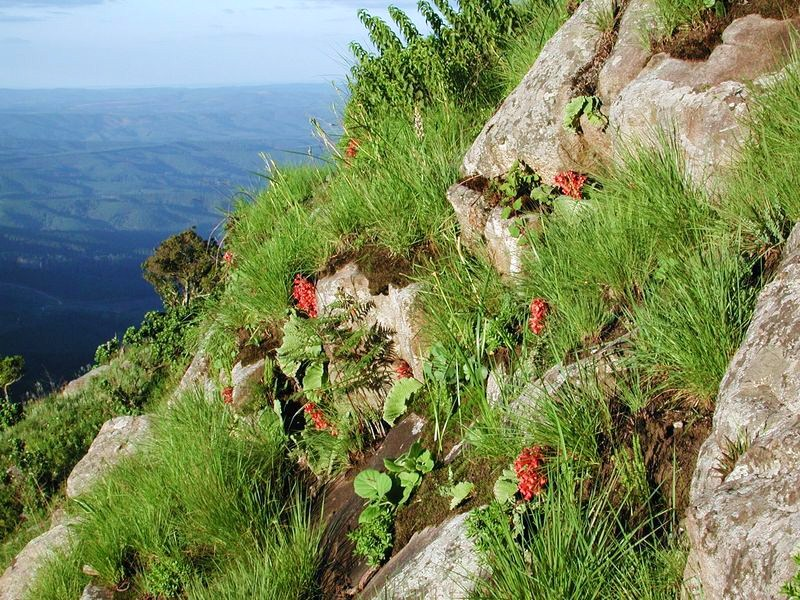
Streptocarpus dunii
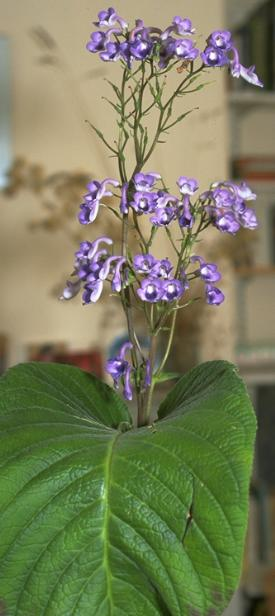
Streptocarpus eylsii ، وحيد الورقة
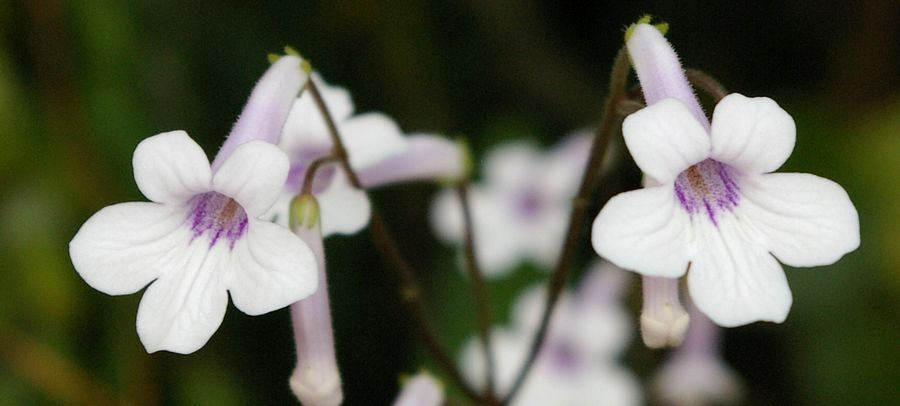
زهور Streptocarpus kentaniensis
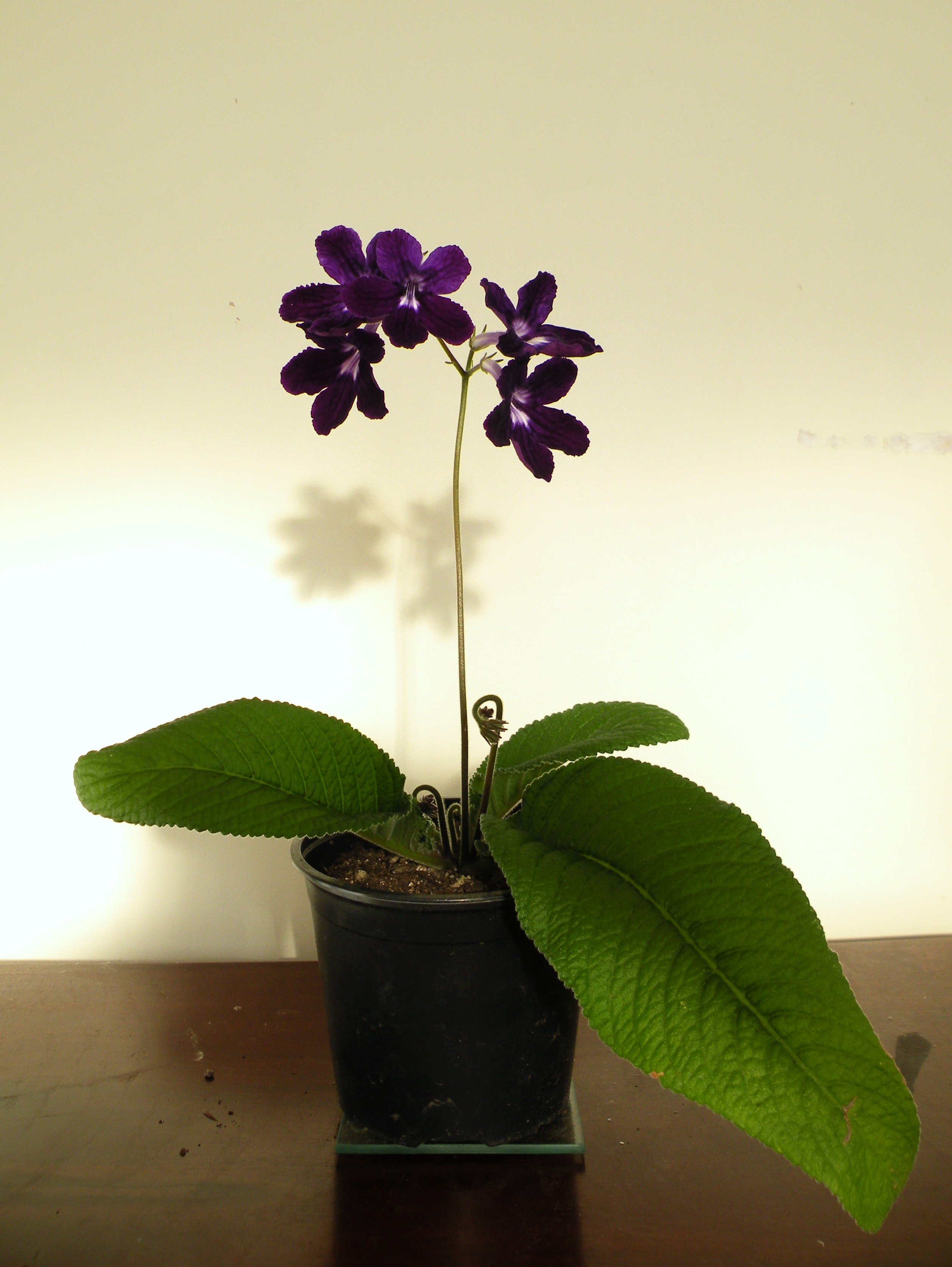